# Рудка (Ковельский район)
Рудка (укр. Рудка) — село в Старовыжевской поселковой общине Ковельского района Волынской области Украины.
До 2020 года входило в Старовыжевский район.
Код КОАТУУ — 0725083202. Население по переписи 2001 года составляет 184 человека. Почтовый индекс — 44408. Телефонный код — 3346. Занимает площадь 1,247 км².